# Paris fjärde arrondissement

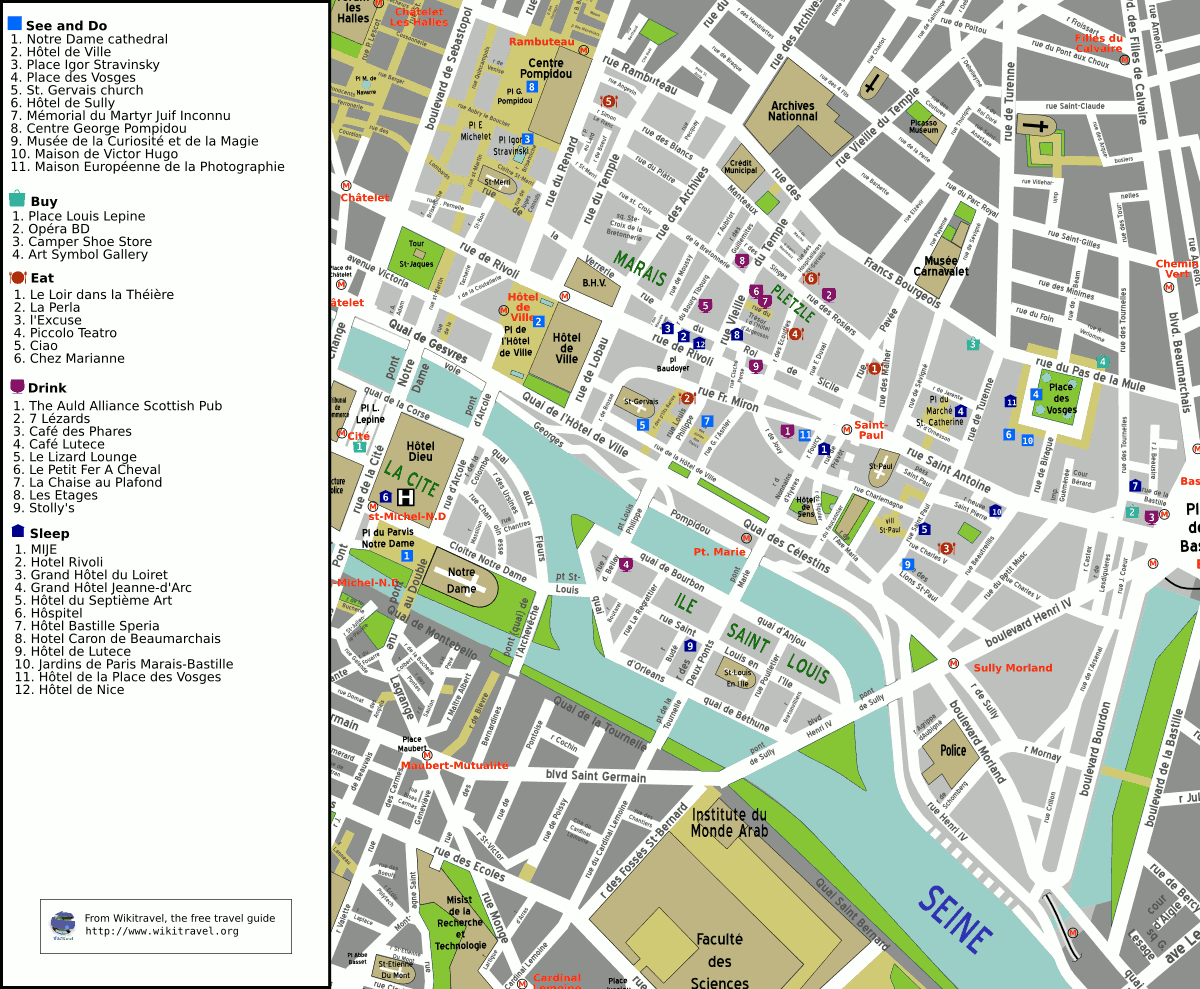
Karta över 4:e arrondissementet.

Paris fjärde arrondissement (Hôtel de Ville) är ett av Paris 20 arrondissement. Arrondissementet hade 27 887 invånare år 2011. Ytan är 1,60 km².
Arrondissementet inbegriper Hôtel de ville, Place des Vosges, Centre Pompidou, Île de la Cités östra del samt Île Saint-Louis. I fjärde arrondissementet finns kyrkorna Notre-Dame de Paris, Saint-Gervais-Saint-Protais, Saint-Louis-en-l'Île, Notre-Dame-des-Blancs-Manteaux, Saint-Merri, Saint-Jacques-de-la-Boucherie, Saint-Paul-Saint-Louis, Sainte-Chapelle samt Temple du Marais.